# The King of Fighters 2002: Challenge to Ultimate Battle
The King of Fighters 2002: Challenge to Ultimate Battle (ザ・キング・オブ・ファイターズ 2002 チャレンジ トゥ アルティメットバトル, Za Kingu Obu Faitāzu 2002: Charenji tu Arutimetto Batoru) est un jeu vidéo de combat développé par Eolith et édité par Eolith et Playmore en 2002 sur borne d'arcade Neo-Geo MVS et sur console Neo-Geo AES (NGM 265),,,. C'est le neuvième épisode de la série The King of Fighters.

## Contenu
The King of Fighters 2002 est développé par BrezzaSoft, la série abandonne le système de « Striker » avec cet épisode, le jeu revient au système de combat classique par équipe de trois contre trois. La version arcade utilise toujours les quatre boutons A, B, C et D. La barre de furie augmente petit à petit au fil des coups donnés par le joueur. La barre de furie peut se remplir jusqu'à trois niveaux, l'utilisation d'un niveau permet au joueur d'utiliser les coups spéciaux, cela s'active en pressant les touches B et C simultanément. The King of Fighter 2002 reprend le système du « Secret Order Select » instauré dans The King of Fighters '99: Millennium Battle, permettant au joueur de cacher l'ordre des combattants sélectionnés contre son adversaire.
Le jeu est publié sur borne d'arcade le 10 octobre 2002 puis sur Neo-Geo AES le 19 décembre 2002. The King of Fighters 2002 est ensuite porté sur Dreamcast, publié exclusivement au Japon le 19 juin 2003, cette version comprend deux nouveaux personnages : King et Shingo Yabuki. SNK Playmore porte également le jeu sur PlayStation 2 au Japon le 25 mars 2004 et en Europe le 29 juillet 2005. La Xbox publie également le jeu au Japon le 24 février 2005 ainsi qu'en Europe la même année, cette version bénéficie du Xbox Live et d'un mode pour personnaliser les couleurs des personnages.

## Personnages
K' Team
- K'
- Maxima
- Whip

Japan Team
- Kyo Kusanagi
- Benimaru Nikaido
- Goro Daimon

Fatal Fury Team
- Terry Bogard
- Andy Bogard
- Joe Higashi

Art of Fighting Team
- Ryo Sakazaki
- Robert Garcia
- Takuma Sakazaki

Ikari Team
- Leona Heidern
- Ralf Jones
- Clark Still

Psycho Soldier Team
- Athena Asamiya
- Sie Kensou
- Chin Gentsai

Women Fighters Team
- Mai Shiranui
- Yuri Sakazaki
- May Lee Jinju

Korea Justice Team
- Kim Kaphwan
- Chang Koehan
- Choi Bounge

 '97 Special Team
- Ryuji Yamazaki
- Blue Mary
- Billy Kane

Iori Yagami Team
- Iori Yagami
- Mature
- Vice

New Faces Team
- Yashiro Nanakase
- Shermie
- Chris

Agents Team
- Vanessa
- Seth
- Ramon

NESTS Team
- Kula Diamond
- K9999
- Angel

Orochi Team (déblocable)
- Orochi Yashiro
- Orochi Shermie
- Orochi Chris

Boss
- Kusanagi (déblocable)
- Omega Rugal

Personnages exclusifs a la version console
- King
- Shingo Yabuki
- Geese Howard
- Goenitz
- Wild Iori

## The King of Fighters 2002: Unlimited Match
The King of Fighters 2002: Unlimited Match est un remake de The King of Fighters 2002. Il présente de nouvelles équipes, une nouvelle mise en page visuelle, un nouvel équilibrage de jeu, de nouveaux mouvements de désespoir et des illustrations épissées lors de super-attaques. Ce remake inclut un personnage exclusif Nameless qui remplace K9999 en raison de copyrights.

### Liste des personnages de KOF 2002 UM
K' Team
- K'
- Maxima
- Whip

Japan Team
- Kyo Kusanagi
- Benimaru Nikaido
- Goro Daimon

Fatal Fury Team
- Terry Bogard
- Andy Bogard
- Joe Higashi

Art of Fighting Team
- Ryo Sakazaki
- Robert Garcia
- Yuri Sakazaki

Ikari Team
- Leona Heidern
- Ralf Jones
- Clark Still

Psycho Soldier Team
- Athena Asamiya
- Sie Kensou
- Bao

Women Fighters Team
- King
- Mai Shiranui
- Kasumi Todoh

Pretty Girls Fighters Team
- Li Xiangfei
- Hinako Shijou
- May Lee Jinju

Korea Justice Team
- Kim Kaphwan
- Chang Koehan
- Choi Bounge

Asian Triple Alliance Team
- Jhun Hoon
- Lin
- Shingo Yabuki

 '97 Special Team
- Ryuji Yamazaki
- Blue Mary
- Billy Kane

Iori Yagami Team
- Iori Yagami
- Mature
- Vice

New Faces Team
- Yashiro Nanakase
- Shermie
- Chris

Agents Team
- Vanessa
- Seth
- Ramon

Masters Team
- Heidern
- Takuma Sakazaki
- Chin Gentsai

NESTS Team
- Kula Diamond
- Foxy
- Angel

Clones Team
- Kusanagi
- Kyo-1
- Kyo-2

Personnage Solo
- Nameless

Boss Final
- Krizalid
- Clone Zero
- Zero
- Igniz

Boss special
- Omega Rugal
- Geese Howard
- Goenitz

## Portages
- Dreamcast (2003)
- PlayStation 2 (2004)
- Xbox (2005)
- Xbox 360 (via Xbox Live Arcade)[11]
- Taito Type X² (NESiCAxLive, 2011)
- PlayStation 4 (2021)